# Onvruchtbaarheid

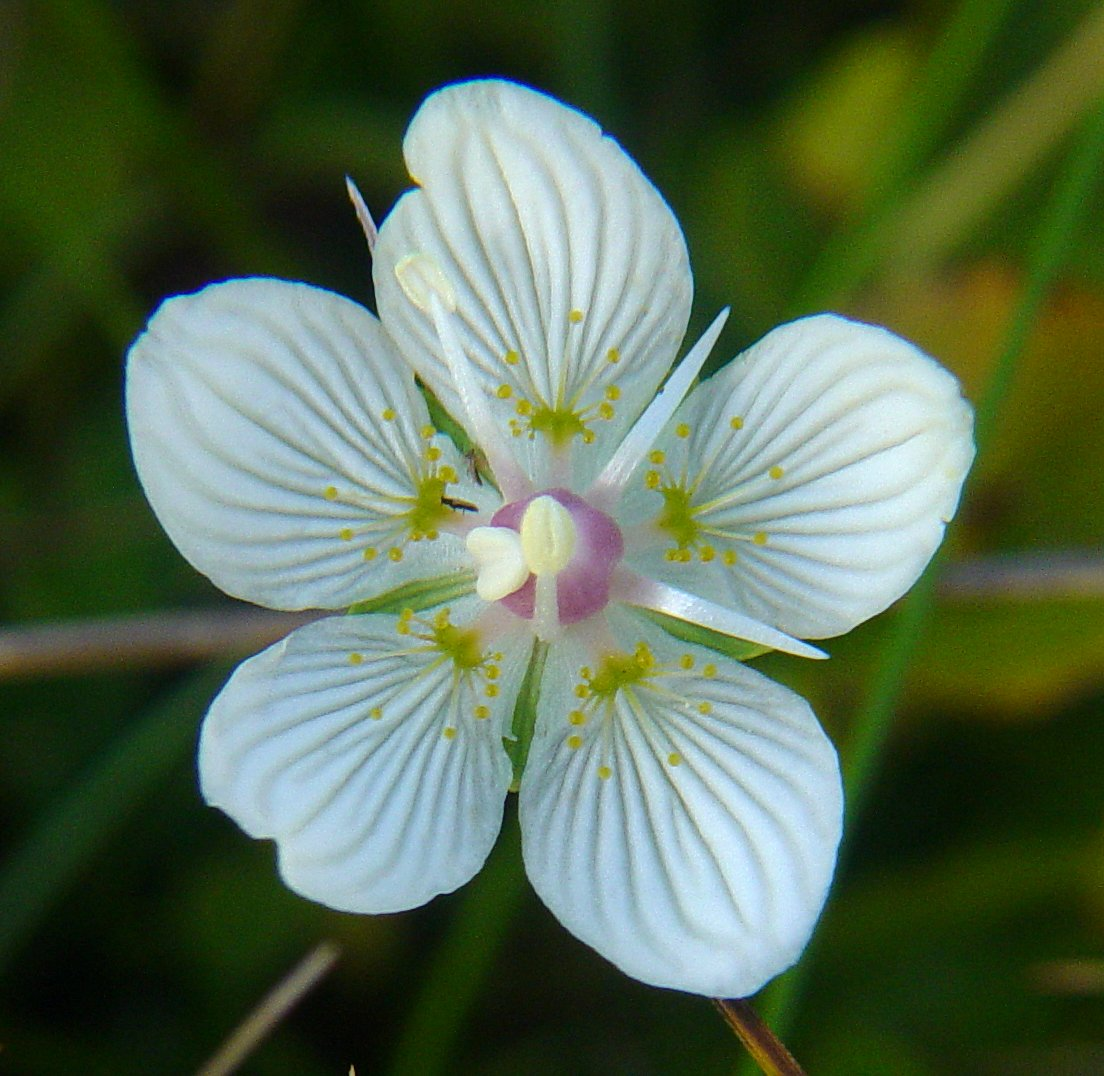
Bloem van parnassia met vertakte (steriele) staminodia

Onvruchtbaarheid is het zich niet kunnen voortplanten bij dieren en planten. Sommige vormen van onvruchtbaarheid kunnen worden behandeld. De wetenschappelijke term voor onvruchtbaarheid is infertiliteit.

## Planten
Bij planten worden organen die eerder een functie hadden bij de voortplanting, maar deze in de loop van de evolutie verloren hebben steriel of onvruchtbaar genoemd. Zo zijn staminodia steriele meeldraden en hebben vaak een andere functie gekregen.
In de landbouw wordt het begrip onvruchtbaarheid ook gebruikt voor grond die niet of nauwelijks geschikt is voor beplanting.

## Mens
Hoewel de definitie van onvruchtbaarheid dus heel ruim ligt, gaat de rest van dit artikel in op onvruchtbaarheid bij de mens.

### Infertiliteit
Er is sprake van infertiliteit als onomstotelijk is vastgesteld dat bij een (echt)paar één of beide partners niet in staat is om nakomelingen te krijgen. Zolang dat niet is vastgesteld, wordt gesproken van subfertiliteit, verminderde vruchtbaarheid.
In Nederland wordt de diagnose subfertiliteit vastgesteld als bij een (echt)paar:
- de vrouw na 12 maanden van onbeschermde seks niet zwanger is
- de vrouw niet in staat is een zwangerschap te voldragen, bijvoorbeeld door herhaalde miskramen

#### Primaire versus secundaire subfertiliteit
Primaire subfertiliteit is verminderde vruchtbaarheid terwijl er nog niet eerder een zwangerschap is geweest. Bij secundaire subfertiliteit is er al eerder een zwangerschap geweest.

### Oorzaken
Een mens kan onvruchtbaar zijn door verschillende redenen. In naar schatting 30 procent van de gevallen ligt de oorzaak van vruchtbaarheidsproblemen bij de man (andrologische factor), in 30 procent van de gevallen bij de vrouw, en in 30 procent van de gevallen bij beiden. In 10 procent van de gevallen wordt de oorzaak nooit duidelijk, de idiopathische subfertiliteit, ofwel onbegrepen onvruchtbaarheid.

#### Ongunstige leefstijlfactoren
- cafeïne: uit een onderzoek bleek dat het nemen van vier kopjes koffie per dag de vruchtbaarheid van de vrouw kan verminderen. Vrouwen die meer dan vier kopjes koffie, thee of andere drankjes met cafeïne (meer dan 300 mg cafeïne) dronken, hadden 26 procent minder kans op een zwangerschap.[2] Cafeïne verslapt de spieren in de eileiders die de eicellen via knijpbewegingen door de eileiders voortduwen.[3] Bij mannen heeft het gebruik van cafeïne geen nadelige effecten op de vruchtbaarheid[4]
- alcohol en roken: alcohol heeft bij mannen een negatieve invloed op de spermakwaliteit. Zowel aantal zaadcellen als de kwaliteit ervan worden minder als een man drinkt. Dat effect treedt al op na gebruik van 5-10 porties alcohol bij één gelegenheid.[5] Alcoholgebruik door een vrouw tijdens de zwangerschap kan ernstige consequenties hebben voor het ongeboren kind en kan leiden tot miskraam of aangeboren afwijkingen. Bij de vrouw kan het drinken van drie of meer alcoholische drankjes per week de kans op zwangerschap met een kwart verminderen.[2] Het roken van meer dan één sigaret per dag vermindert de kans op zwangerschap met meer dan een derde
- medicatie en drugs kunnen negatieve effecten hebben, zoals verminderde zaadcelaanmaak, een geremde eisprong en zeer ernstige afwijkingen bij het ongeboren kind. Chemotherapie of salazopyrine kunnen het zaad ernstig verzwakken
- koorts van meer dan 38 °C heeft bij de man meestal een slechte invloed op de spermakwaliteit. Dit effect kan doorwerken tot drie maanden na de koortsperiode
- onder- en overgewicht bij de vrouw. Ondergewicht gaat vaak samen met een verstoorde menstruatiecyclus, doordat de eisprong geremd wordt. Overgewicht verlaagt ook de kans op zwangerschap.[6] Het gaat vaak samen met een onregelmatige menstruatiecyclus, omdat de rijping van eiblaasjes en de eisprong verstoord worden. Ook als de menstruatiecyclus wel normaal is kan overgewicht leiden tot verstoorde vruchtbaarheid. Ook leidt overgewicht tot een verhoogde kans op een miskraam, op complicaties tijdens de zwangerschap zoals zwangerschapsdiabetes, op hoge bloeddruk en op zwangerschapsvergiftiging. Sommige klinieken beginnen geen vruchtbaarheidsbehandeling als de BMI van de vrouw hoger is dan 35. Er zijn zelfs behandelcentra die een behandeling weigeren bij een BMI van 32 of hoger, of zelfs 30 of hoger. Echter uit Schots onderzoek blijkt dat vrouwen met overgewicht evenveel kans hebben op een baby via IVF als vrouwen met een normaal gewicht; zie[7]
- soa's. Door sommige soa's kunnen eileiders en zaadleiders verstopt of verkleefd raken. Vooral na een doorgemaakte Chlamydia-infectie is er een groot risico dat de eileiders verstopt zijn
- Sport en stress: overmatig sporten en hoge stress kan negatief uitwerken op de vruchtbaarheid
- werken met schadelijke stoffen of straling, bijvoorbeeld industriële chemicaliën, lood, verf en bestrijdingsmiddelen. Bij de man kunnen de zaadcellen beschadigd raken, wat de kans kan vergroten op aangeboren afwijkingen bij het kind. Bij de vrouw kunnen de eicellen beschadigd raken. Dit kan de kans vergroten op aangeboren afwijkingen, met name rond de bevruchting en in de weken erna[8]
- continue verstoring van het dag- en nachtritme zoals bij ploegendiensten
- langdurige deelname aan het verkeer, zoals internationale vrachtwagenchauffeurs, waardoor het scrotum niet op de juiste temperatuur kan worden gehouden

#### Onvruchtbaarheid bij de man
Bij de man wordt onvruchtbaarheid veroorzaakt door een tekort aan goed gevormde zaadcellen in het sperma. Mogelijk zijn er te weinig zaadcellen (oligozoöspermie) of het sperma bevat helemaal geen zaadcellen (azoöspermie). Ook als er wel voldoende zaadcellen zijn, kan het zijn dat de kwaliteit van de zaadcellen te laag is. Een te lage kwaliteit kan liggen aan een verminderde beweeglijkheid van de zaadcellen (asthenozoöspermie), maar het kan ook zijn dat er te veel zaadcellen zijn met abnormale vorm (teratozoöspermie).
Onderliggende oorzaken van mannelijke onvruchtbaarheid kunnen zijn:
- stoornissen in de aanmaak van zaadcellen, bijvoorbeeld door het volledig ontbreken van de teelballen
- stoornissen in de lozing van zaadcellen, door gehele of gedeeltelijke afsluiting van de zaadleiders, bijvoorbeeld door sterilisatie
- seksuele problemen
- onbegrepen onvruchtbaarheid (idiopathische subfertiliteit)

Om vast te stellen of een man verminderd vruchtbaar is wordt meestal een semenanalyse gedaan. De semenanalyse is echter een van de slechtst gevalideerde testen in de gehele geneeskunde. Als men hetzelfde monster in verschillende laboratoria laat onderzoeken kan men geheel verschillende uitslagen krijgen.

#### Onvruchtbaarheid bij de vrouw
Een vrouw kan onvruchtbaar zijn door een impermeabel celmembraan bij de eicel of omdat er helemaal geen eicellen geproduceerd worden. De eierstokken kunnen ook helemaal ontbreken.
Bij een fertiliteitsprobleem kunnen de volgende vrouwelijke factoren een rol spelen:
- stoornissen in de menstruele cyclus, dan wel anovulatie. Deze worden meestal veroorzaakt door een probleem in de hormoonhuishouding, bijvoorbeeld een te hoog prolactinegehalte (borstvoedingshormoon), een te hoge FSH-spiegel (ook bij vervroegde overgang), of een schildklierafwijking
- PCO-syndroom: hierdoor is de rijping van eiblaasjes verstoord. Ook blijft de eisprong vaak uit waardoor er nauwelijks of geen menstruatie optreedt
- vervroegde overgang, ook wel aangeduid als premature menopauze of prematuur ovarieel falen (POF)
- verminderde eicelvoorraad (ovariële reserve) of eicelkwaliteit: vanaf 35 jaar begint de vruchtbaarheid bij de vrouw sterk af te nemen. De eierstokken verouderen, en het aantal en de kwaliteit van de eicellen loopt terug. De kwaliteit van de eicellen kan tot op zekere hoogte worden vastgesteld door het uitvoeren van een poollichaamonderzoek
- afwijkingen in de eileiders (tubapathologie). De eileiders kunnen afgesloten zijn door sterilisatie, door verklevingen of door vergroeiing
- woekeringen van het baarmoederslijmvlies (endometriose)
- afwijkingen aan de baarmoeder zoals vleesbomen (myomen) of verklevingen (intra-uteriene synechie). Er vindt geen menstruatie meer plaats (amenorroe) en innesteling van een bevruchte eicel is vrijwel niet meer mogelijk. Vrouwen die een curettage hebben ondergaan, bij een miskraam, een abortus of een bevalling, kunnen daar in zeldzame gevallen het syndroom van Asherman aan overgehouden hebben
- problemen met het baarmoederhalsslijm (cervixfactor). Soms kunnen zaadcellen niet door het baarmoederhalsslijm bewegen, waardoor ze de eicel niet bereiken. Dit probleem kan worden veroorzaakt door vijandig baarmoederhalsslijm (cervical hostility). Hierdoor is het baarmoederhalsslijm niet of slecht doordringbaar, bijvoorbeeld doordat er te weinig baarmoederhalsslijm is, of doordat de zuurgraad (pH) ervan te laag is
- DES-dochters: tijdens de zwangerschap ontstonden soms afwijkingen bij de foetus, waardoor de vruchtbaarheid van deze zogeheten DES-dochters in zeldzame gevallen verminderd is. Omdat DES na 1977 niet meer is voorgeschreven is dit probleem langzaam aan het verdwijnen
- seksuele problemen
- onbegrepen onvruchtbaarheid (idiopathische subfertiliteit)

#### Onvruchtbaarheid bij wisselwerking tussen man en vrouw
- verstoorde wisselwerking tussen zaadcellen en cervixslijm. Bij de man kunnen de zaadcellen antistoffen bevatten, waardoor ze samenklonteren in het cervixslijm. Dit kan bijvoorbeeld voorkomen na een sterilisatie, infectie of trauma. Ook bij de vrouw kan een immunologische stoornis aanwezig zijn waardoor de zaadcellen door het immuunsysteem worden aangevallen. Een verstoorde wisselwerking tussen de zaadcellen en het cervixslijm komt meestal aan het licht bij een samenlevingstest. In het cervixslijm worden dan geen beweeglijke zaadcellen gevonden. Deze test is echter niet altijd betrouwbaar. De uitslag kan veroorzaakt zijn door een voorbijgaand probleem, bijvoorbeeld een tijdelijk verminderde spermakwaliteit
- herhaalde miskramen (habituéle abortus).[9] Meestal speelt hierbij een chromosoomafwijking die bij de bevruchting ontstaat een rol (hiervoor is dus niet direct een mannelijke of vrouwelijke oorzaak aan te wijzen). Het embryo in aanleg is niet goed, groeit niet verder en wordt afgestoten. Een miskraam kan ook veroorzaakt worden door een probleem met de bloedstolling, waardoor de bloedtoevoer naar de (innestelende) foetus wordt belemmerd en de foetus afsterft. Een andere oorzaak hiervoor kan een auto-immuunafwijking zijn; hierdoor worden stoffen, die voor de zwangerschap noodzakelijk zijn, of de foetus zelf door het immuunsysteem van de vrouw aangevallen en afgebroken[10]

### Diagnose

#### Basaal Vruchtbaarheidsonderzoek
Een paar dat te maken heeft met uitblijvende zwangerschap zal zich eerst moeten wenden tot de huisarts. Deze voert een basaal vruchtbaarheidsonderzoek uit. Hierbij wordt gecontroleerd of er geen sprake is van een seksueel overdraagbare aandoening (SOA). Ook worden een aantal vragen gesteld waaruit moet blijken of er vroeger misschien infecties of ongelukken zijn gebeurd, of dat er vruchtbaarheidsproblemen in de familie voorkomen. Bij de man wordt vaak een semenanalyse gedaan.

#### Oriënterend fertiliteitsonderzoek
Na het bezoek aan de huisarts volgt vaak een doorverwijzing naar een specialist, dit is meestal een gynaecoloog die al dan niet gespecialiseerd is in fertiliteit: een fertiliteitsarts. Deze voert een oriënterend fertiliteitsonderzoek (OFO) uit:
- bij de intake (anamnese) worden gegevens zoals leeftijd, duur van de kinderwens en factoren in de familie doorgenomen
- er wordt gekeken naar de levensstijl: roken, drugs en alcoholgebruik hebben een negatief effect op de vruchtbaarheid
- bij de man wordt een zaadonderzoek gedaan
- bij de vrouw wordt een vaginale echo gedaan om de eierstokken en baarmoeder in beeld te brengen
- lichamelijk onderzoek: gewicht (BMI), gynaecologisch onderzoek en andrologisch onderzoek
- bijhouden van de menstruatiecyclus en waarnemen van de eisprong
- er wordt bloedonderzoek gedaan om verschillende hormoonspiegels te bepalen

#### Verdergaande diagnoses
- pré-implantatie genetische diagnostiek (PGD): dit onderzoek vindt meestal plaats wanneer bekend is dat een of beide ouders een erfelijke aandoening heeft die zij niet willen doorgeven aan het kind. Bij een PGD wordt één cel van het embryo afgehaald (biopsie); van deze cel wordt het DNA aan een nauwkeurig onderzoek onderworpen[11]
- poollichaamdiagnostiek (PLD): bij dit onderzoek wordt gekeken of en in hoeverre het DNA-materiaal van de eicellen beschadigd is. Het onderzoek gebeurt meestal als onderdeel van een IVF of ICSI behandeling. Het onderzoek is destructief; om geen eicellen op te offeren vindt de analyse niet plaats op de eicel zelf, maar op één of beide poollichamen. Hierbij gaat het poollichaam verloren; de eicel zelf blijft onbeschadigd en kan gebruikt worden[12]

### Behandeling
Als er bij de diagnose een duidelijke oorzaak wordt gevonden, wordt eerst geprobeerd deze oorzaak weg te nemen.
Daarnaast zijn de volgende behandelingen gebruikelijk:
- intra-uteriene inseminatie (IUI): hierbij worden opgewerkte zaadcellen kunstmatig in de baarmoeder ingebracht
- in-vitrofertilisatie (IVF) is een voortplantingstechniek waarbij een of meer eicellen buiten het lichaam worden bevrucht met zaadcellen, waarna de ontstane embryo's in de baarmoeder teruggeplaatst worden
- intracytoplasmatische sperma-injectie (ICSI) is een manier van medisch geassisteerde voortplanting waarbij één spermacel rechtstreeks wordt ingebracht in een eicel

### Frequentie
Ongeveer 20% van de Nederlandse paren bezoekt op enig moment in hun leven een huisarts met de klacht geen kinderen (meer) te kunnen krijgen. Circa 15% wordt doorverwezen naar een specialist. Van degenen die een specialist bezoeken blijkt twee derde (dat wil zeggen 10% van het totaal) te voldoen aan de bovenstaande definitie voor subfertiliteit.